# US Tébessa
El US Tébessa es un equipo de fútbol de Argelia que juega en la División Nacional Aficionada de Argelia, la tercera categoría de fútbol en el país.

## Historia
Fue fundado en el año 1936 en la villa de Tébessa con el nombre Jil Sa'ad Islami Madinet Tbessa (JSMT) por el grupo de Scouts Musulmanes Argelinos; y es uno de los equipos de origen musulmán más viejos de Argelia.
En la temporada 1997/98 el club termina en segundo lugar del grupo este de la Primera División de Argelia, con lo que consigue el ascenso para jugar en el Campeonato Nacional de Argelia por primera vez en su historia.
En su primera temporada en la primera división jugando bajo el nombre Jil Sportive Madinat Tébessa (JSMT) terminan en el lugar 11 del grupo centro-este, pero la Federación Argelina de Fútbol decide hacer una reforma al sistema de competición de Argelia y el club desciende a la Primera División de Argelia para la siguiente temporada.
En la temporada 2015/16 mientras jugaba en la tercera división logra avanzar hasta las semifinales de la Copa de Argelia hasta que es eliminado por el MC Alger, dejando a otros equipos del Campeonato Nacional de Argelia en el proceso como el USM El Harrach y USM Blida.

## Palmarés
- Interregional Este: 1

2014/15

## Jugadores

### Jugadores destacados
- Ahmed Oudjani
- Nacerdine Drid
- Faes Djabelkhir
- Mouldi Aissaoui